# Harriston (Virginia)
Harriston es un lugar designado por el censo situado en el condado de Augusta, Virginia  (Estados Unidos). Según el censo de 2010 tenía una población de 909 habitantes.

## Demografía
Según el censo de 2010, Harriston tenía una población en la que el 91,1% eran blancos; el 3,5% afroamericanos; el 0,3% eran indios americanos y nativos de Alaska; el 0,4% eran asiáticos; el 0,0% hawaianos y otros isleños del Pacífico; el 2,3% de otra raza, y el 2,3% a partir de dos o más razas. El 4,6% del total de la población eran hispanos o latinos de cualquier raza.